# Europos Parkas
Europos Parkas («Parc d'Europa») és un museu a l'aire lliure de 50 hectàrees situat a 17 km de Vílnius, Lituània. El museu dona una importància artística al centre geogràfic del continent europeu (segons va determinar l'Institut Geogràfic Nacional francès el 1989) i presenta art modern de Lituània i internacional.

## Col·lecció

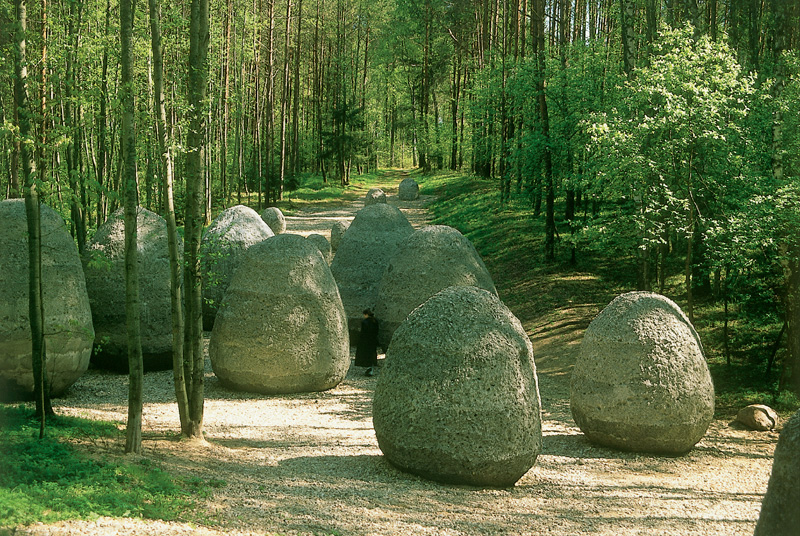
Magdalena Abakanowicz: Space of Unknown Growth

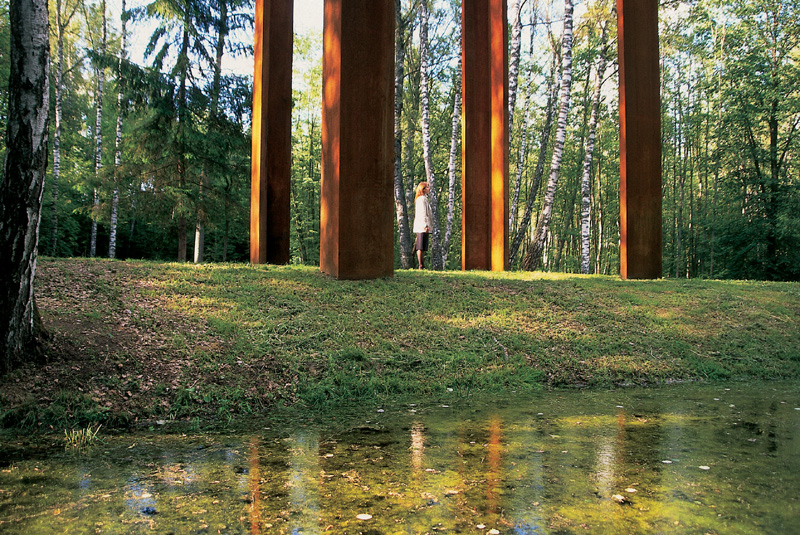
Gintaras Karosas: The Place.

El museu exhibeix més de 90 obres de 27 països, entre ells Armènia, Belarús, Canadà, Croàcia, Xipre, Egipte, França, Finlàndia, Alemanya, Gran Bretanya, Grècia, Hongria, Irlanda, Japó, Lituània, Mèxic, Moldàvia, els Països Baixos, Perú, Polònia, Rússia, els Estats Units i Veneçuela.
La col·lecció inclou obres de gran format dels artistes contemporanis Magdalena Abakanowicz, Sol LeWitt, Aleš Veselý i Dennis Oppenheim, entre d'altres.
Tres peces ressalten principalment: 
- LNK InfoTree, per Gintaras Karosas, que va ser inclosa al Llibre Guinness dels Rècords com l'obra més gran del món. L'escultura, que inclou 3.000 aparells de televisió, és un laberint de 700 metres en forma d'arbre, amb una estàtua abatuda de Lenin en el centre. El monument evoca el poder de la televisió per difondre propaganda, i la victòria de la veritat.
- Monument del centre d'Europa, per Karosas, és una sèrie de plaques de granit on estan cisellats els noms de les capitals d'Europa i la seva distància del parc.
- Voices Underground, per Patricia Goodrich, és una presentació multimèdia que inclou llavors de flors silvestres i bulbs de flors plantades en un lloc de 300 metres quadrats. El component d'àudio inclou 44 artistes de 15 països que parlen sobre els seus viatges artístics, els processos creatius i passatges de la vida, en anglès i les seves llengües natives.

## Història
Europos Parkas va ser fundada per l'escultor Gintaras Karosas, que era aleshores un estudiant de belles arts. El 1987 es va descobrir aquest lloc a la vora de Vílnius. El 1991 Karosas instal·la la primera escultura, que marca el naixement del parc. La contribució de l'artista conceptual dels Estats Units Dennis Oppenheim el 1996 va despertar l'interès internacional en el projecte. Al parc es troba més de 90 obres d'artistes de 27 països diferents.